# اوبر فره
اوبر فره (فرانسوی: Hubert Ferrer‎؛ زادهٔ ۲۶ ژانویهٔ ۱۹۳۷) دوچرخه‌سوار اهل فرانسه است.